# Barbatula toni
Barbatula toni es una especie de peces de la familia de los Balitoridae en el orden de los Cypriniformes.

## Morfología
• Los machos pueden llegar alcanzar los 16 cm de longitud total.

## Distribución geográfica
Se encuentran en todos los ríos que desembocan en los océanos Ártico y Pacífico entre los ríos Obi y Huang He.